# Hug V de Borgonya
Hug V de Borgonya (1294 - Argilly 1315) va ser duc de Borgonya entre 1306 i 1315.

## Biografia
Fill del duc Robert II de Borgonya i Agnès de França. Per línia paterna era net d'Hug IV de Borgonya i Violant de Dreux, i per línia materna de Lluís IX de França i Margarida de Provença. Fou germà del també duc Eudes IV de Borgonya.
Hug va ser promès amb Caterina de Valois el 1302, però el compromís es va trencar el 30 de setembre de 1312, i no tenia descendència conegut. Va estar implicat en el moviment croat i també va ser rei titular de Tessalònica, títol que va vendre el 1313 al seu germà Lluís a canvi dels drets d'aquest últim sobre Borgonya. El va succeir el seu germà petit Odo IV, duc de Borgonya.